# 1911 na música

## Nascimentos
| Data          | Nome              | Profissão                     | Nacionalidade  | Observações | Ref |
| ------------- | ----------------- | ----------------------------- | -------------- | ----------- | --- |
| 19 de Março   | Assis Valente     | compositor                    | Brasil         | m. 1958     |     |
| 8 de Maio     | Robert Johnson    | cantor e guitarrista          | Estados Unidos | m. 1938     |     |
| 4 de Junho    | Faustino Oramas   | trovador                      | Cuba           | m. 2007     |     |
| 10 de Junho   | Ralph Kirkpatrick | músico, musicólogo e cravista | Estados Unidos | m. 1984     |     |
| 29 de Junho   | Bernard Herrmann  | compositor                    | Estados Unidos | m. 1975     |     |
| 29 de Junho   | Gaúcho            | cantor e compositor           | Brasil         | m. 1971     |     |
| 7 de Julho    | Giancarlo Menotti | compositor                    | Itália         | m. 2007     |     |
| 2 de Setembro | Floyd Council     | guitarrista                   | Estados Unidos | m. 1976     |     |
| 26 de outubro | Mahalia Jackson   | cantora                       | Estados Unidos | m. 1972     |     |
| 29 de Outubro | Nelson Cavaquinho | músico                        | Brasil         | m. 1986     |     |
| 5 de Novembro | Roy Rogers        | ator e cantor                 | Estados Unidos | m. 1998     |     |
| 3 de Dezembro | Nino Rota         | compositor                    | Itália         | m. 1979     |     |

## Mortes
| Data        | Nome                              | Profissão                        | Nacionalidade | Observações | Ref |
| ----------- | --------------------------------- | -------------------------------- | ------------- | ----------- | --- |
| 10 de Abril | Mikalojus Konstantinas Čiurlionis | pintor e compositor              | Lituânia      | n. 1875     |     |
| 18 de Maio  | Gustav Mahler                     | compositor                       | Áustria       | n. 1860     |     |
| 14 de Junho | Johan Svendsen                    | compositor, maestro e violinista | Noruega       | n. 1840     |     |